# Pavel Égüez
Pavel Égüez (Quito, 9 de mayo de 1959) es un artista latinoamericano, pintor, dibujante y muralista, especialmente  destacado por su trayectoria humanista y la conexión de su obra con el arte y la reivindicación social. Se desempeñó como Consejero Cultural del Ecuador en la República Federativa de Brasil (2004) y en la República Bolivariana de Venezuela.

## Trayectoria
Su formación empezó a los 15 años en el Colegio de Artes Plásticas de la Universidad Central del Ecuador, sus maestros fueron el poeta y cineasta Tzantzico Ulises Estrella y la dibujante Pilar Bustos.
En 1976 ingresó en el Colegio de Artes Plásticas de la Universidad Central del Ecuador (1976-1979) y de la mano del poeta y cineasta Ulises Estrella descubrió la pasión por la imagen y la conexión del arte a los movimientos sociales, creando una relación política desde el comienzo de su formación, considerando que “la sociología es importante para entender el arte y el arte es fundamental para entender a la sociedad”.
En 1977 exhibe su primera muestra individual como dibujante. Ha ilustrado varios libros de poetas y escritores ecuatorianos, como El más hermoso animal nocturno de Carlos Carrión (1982); Reconstrucción de la verdad (1992) y El olvidador de Iván Egüez (1992), además de colaborar en varias revistas.
Colabora en la ejecución de murales del maestro Eduardo Kingman y con Osvaldo Guayasamín en el Mural de la Asamblea Nacional del Ecuador y en la Capilla del Hombre, obra inconclusa del maestro.

### Taller Runapac
Fue miembro y principal animador del Taller Runapac (1977-1980), que propició un arte muralista vinculado con lo social, a través de la realización de talleres y exposiciones en sindicatos, plazas, barrios populares y fomentando también el desarrollo de la creación colectiva.
La obra más importante de esta convivencia se llamó en lengua kichua Jatarushum, Levantémonos (1978), diseño a tinta sobre papel, que él mismo sitúa en el ámbito “del realismo mágico recreado en el barroco latinoamericano".
Realizó su tesis en torno a la obra del muralista mexicano David Alfaro Siqueiros.  También le marcó Eduardo Kingman y el surgimiento del arte latinoamericano desde la Revolución Mexicana en cuyo movimiento social los artistas empiezan a preocuparse por la historia y su entorno, y desarrollan una raíz conceptual comprometida con la sociedad, la política y el indigenismo conservando las técnicas europeas.
 En 1982 realizó la primera ilustración de un libro: “El más hermoso animal nocturno“, De Carlos Carrión, Editorial El Conejo.
Ingresó al Taller Gráfico del maestro Oswaldo Guayasamín donde acompañó al pintor en relevantes tramos de su obra.        
En 1988 integró el equipo que trabaja junto al maestro Guayasamín en la ejecución del mural del Congreso Nacional, Quito-Ecuador y en 1990 colaboró con el maestro Eduardo Kingman en la ejecución del mural para el Municipio de Loja.                  
En las décadas de los 80 y 90 Pável mantiene una estrecha relación con los movimientos sociales y la nueva revolución indígena. En 1999 creó la imagen símbolo de la campaña latinoamericana El Grito de los Excluidos. A partir de esta fecha se realizan ediciones de carteles anualmente en más de 22 países. El mismo año participa en el documental Del Lienzo Brotas, de Niurka Pérez  para la televisión cubana sobre el quehacer artístico de cinco pintores ecuatorianos: Pavel Égüez, Miguel Varea, Carlos Viver, Cecilia Benítez y Ramiro Jácome, que juntos deciden dedicar un retrato a José Martí.
En el año 2004 es nombrado Agregado Cultural en Brasil.
Su trayectoria internacional se desarrolla con más de cuarenta exposiciones internacionales por España, Austria, Alemania, México, Centro América, Colombia, Perú, Brasil. Igualmente sus murales se encuentran en Nicaragua, Venezuela, Guatemala, Italia, El Salvador y Ecuador.
Desde 1999 inicia un ciclo pictórico denominado "Grito de los Excluidos" con el que recorre América Latina, es un acompañamiento simbólico a la lucha de los movimientos sociales del continente por la interculturalidad, la diversidad y la Paz

Sobre el gran mural "Grito de la Memoria" Avelina Lésper ha señalado: 
"Pavel Égüez tiene una trayectoria artística humanista y solidaria, para él pintar, dibujar y crear es una forma de propiciar una toma de consciencia, de hacer del arte parte de una utopía que impulse al espectador a pensar y actuar. Su obra ha desarrollado un lenguaje pictórico para decir, para mostrar, denunciar, evidenciar; cautiva por su síntesis y contundencia, porque está dirigida con ideas claras, con un impulso urgente de manifestarse por los que no pueden hacerlo. Estamos ante la pintura que está inmersa en la Historia convulsa, que nos va a decir lo que otros tratan de silenciar."
Su obra más reciente trata sobre las migraciones y su tragedia humana titulada "Travesías y Naufragios" con la que se inaugura el 23 de abril de 2017 la Casa Égüez Centro Cultural, ubicada en la ciudad de Quito.

## Casa Égüez

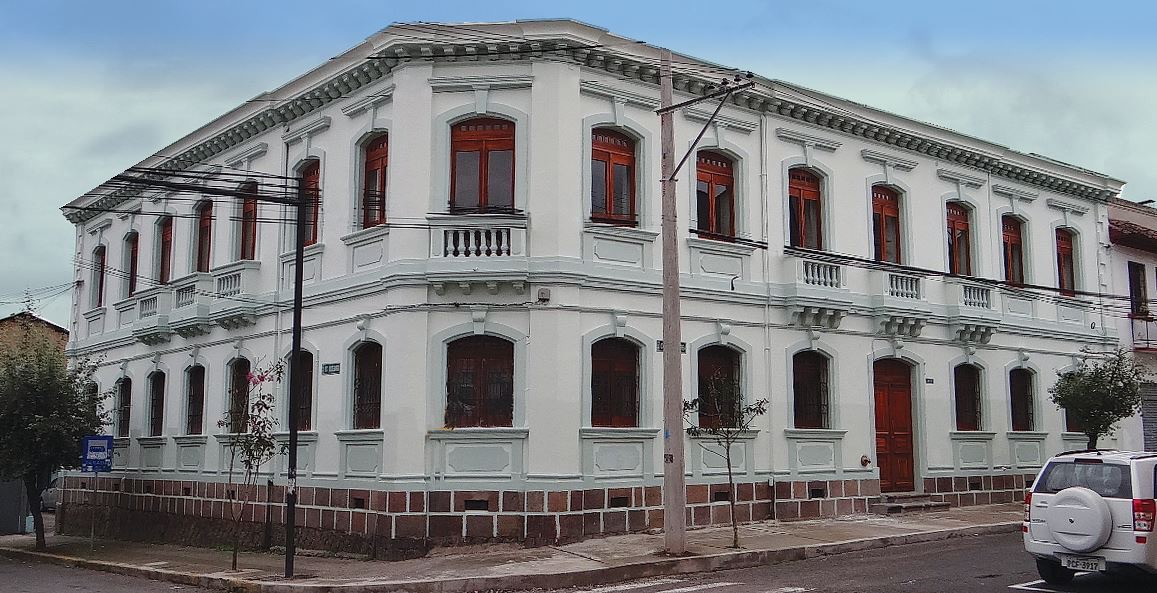
Casa Égüez. Quito, Ecuador.

Es una casa patrimonial creada por el escritor Iván Égüez y el artista Pavel Égüez, inaugurada el 23 de abril de 2017.
Ubicada en Quito, Ecuador, fue pensada con el propósito de servir como un espacio alternativo para las diversas formas de arte que hacen vida dentro de la ciudad.
Es un sitio perfecto para que pintores, escultores, bailarines y demás artistas desarrollen y promuevan sus movimientos culturales y, de forma sencilla y efectiva, puedan darse a conocer.
La casa posee grandes espacios los cuales se adaptan fácilmente a cualquier exigencia que requiera la persona que hace uso del complejo.

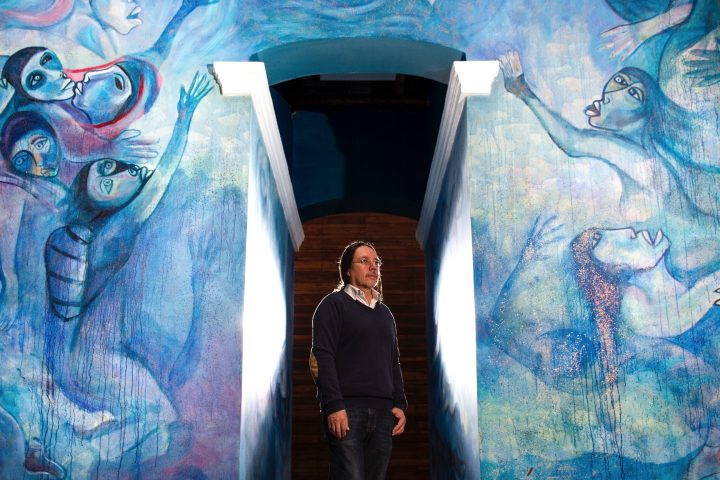
Pavel Egüez en Casa Égüez Centro Cultural.

"Me veo de niño y no me acuerdo cómo era, pero siento que el niño sigue vivo. Sin él, no podría ser feliz al pintar."
-Pavel Égüez.
- Murales de Pavel Égüez

## Murales
- (1978) Jatarishum, 2 x 6 m. Tinta sobre papel. Banco de Cooperativas, Quito, Ecuador. 1982 Del Juncal al Monte, 4,5 x 10 m. Mosaico y concreto, edificio Emelnorte S.A., Ibarra, Ecuador.
- (1986) Bolívar, 7,5 x 15 m. Cerámica policromada. Universidad Andina Simón Bolívar, Sede Ecuador. El mural fue colocado e inaugurado en 1996.
- (1990) Caminantes, 2 x 5 m. Óleo sobre tela. Corporación Financiera Nacional Quito, Ecuador.
- (1992) Sucre, 2,5 x 8 m. Óleo y granito sobre madera. Casa de la Moneda, Banco Central del Ecuador, Quito, Ecuador.
- (1993) Más allá de la esperanza, 2,5 x 4,5 m. Óleo y granito sobre madera, Fundación San José,
- (1993) Plenitud, Ciudad de la Alegría, Quito, Ecuador.
- (1993) Espacios profundos, 2,5 x 8 m. Óleo y granito sobre madera, Instituto Geográfico Militar, Quito, Ecuador.
- (1994) Estaciones humanas, 2,7 x 14,3 m. Óleo y granito sobre tela, Auditorio de Conticorp, Guayaquil, Ecuador.
- (1995) Forjando el amparo, 3 x 4m. Óleo y granito sobre tela, Instituto de Seguridad Social de las Fuerzas Armadas, Quito, Ecuador.
- (1998) País de la mitad, 2 x 4 m. Óleo y granito sobre madera, Hotel Amazonas Internacional, Quito, Ecuador.
- (2001) Primer mural del Grito de los Excluidos, Plaza de la Interculturalidad. Cotacachi, Ecuador.
- (2002) Mural para el Ministerio de Bienestar Social. Quito, Ecuador. Parcialmente destruido en el incendio ocasionado por gutierristas el día de la caída del “dictócrata”.
- (2003) Retablo “Venus de Valdivia” para el Ministerio de Relaciones Exteriores del Ecuador. Encomendado por la ex canciller Nina Pacari y retirado por orden de Patricio Zuquilanda el día que remplazó a la líder indígena.
- (2003) Grito por la Paz y Grito por la Vida, Museo Etnográfico Castelo d´ Albertis. Génova, Italia.
- (2005) Somos de Maíz, Universidad Andina Simón Bolívar. Quito, Ecuador. 2006 La Patria Naciendo de la Ternura, Caracas, República Bolivariana de Venezuela.
- (2009) Raíces y Memoria. Conjunto de dos murales en cerámica policromada. SENESCYT Secretaria de Educación Superior, Ciencia , Tecnología e Innovación. Quito Ecuador.
- (2013) Manuela Sáez, Amor y Libertad. Ministerio de Relaciones Exteriores y Movilidad Humana, Sala de Protocolo Manuela Sáenz, Aeropuerto Mariscal Sucre, Quito, Ecuador.
- (2013) Homenaje a Eloy Alfaro. Managua, Nicaragua. Cerámica policromada. Prisma de 60 metros cuadrados.
- (2013) Hoguera Bárbara. Complejo Judicial Sur, Guayaquil, Ecuador. Cerámica policromada. Prisma de 100 metros cuadrados.
- (2013) Ternura, Tribunales de familia y adolescencia, cerámica policromada, Quito, Ecuador.
- (2013) Buscando la Equidad. Conjunto de dos murales en cerámica policromada. Complejo Judicial, Otavalo, Ecuador. 157 metros cuadrados.
- (2014) Grito de la Memoria, Fiscalía General del Estado, Quito. 215 metros cuadrados
- (2014) Hombres de Maíz. Ciudad de Guatemala. Guatemala. 100 metros cuadrados.
- (2014) La Raíz de la Justicia, Complejo Judicial Tena, Consejo de la Judicatura. 75 metros cuadrados.
- (2014) Justicia de la Luz, Complejo Judicial Puyo, Consejo de la Judicatura. 100 metros cuadrados.
- (2014) Homenaje a Juan Montalvo. Complejo Judicial Ambato, Consejo de la Judicatura. 100 metros 207 cuadrados.
- (2015) Las cruces sobre el agua. Corte Provincial del Guayas. 196 metros cuadrados.
- (2015) El vuelo de los poetas. Universidad de El Salvador. El Salvador.
- (2016) Dolores Cacuango, Tránsito Amaguaña. Consejo de la Judicatura. Cayambe.
- (2016) Matria. Fundación Huoqo. Puerto Tirol. El Chaco. Argentina.
- (2016) Andresito vuelve por el Paraná. Fundación Jaguá Rovy. Corrientes. Argentina

## Exposiciones colectivas
- 1977 Como miembro del Taller Runapac, organiza varias exposiciones en colegios, sindicatos y plazas. Quito, Ecuador.
- 1984 Primera Bienal de Dibujo. Guayaquil, Ecuador.
- 1985 Nueva Pintura Ecuatoriana, Banco de la República. Ipiales, Pasto, Colombia.
- 1985 Nuevas Expresiones de la Plástica Ecuatoriana. Madrid, Cádiz, España.
- 1985 Casa del Joven Creador. La Habana, Cuba.
- 1989 Bienal de Gráfica, Varna, Bulgaria.
- 1990 Exposición Experimental Espacios Abiertos, Fundación de las Artes Kingman, Quito, Ecuador.
- 1990 Gráfica Latinoamericana, Galería L’Art, Quito, Ecuador.
- 1991 Museo de Arte Moderno, Cuenca, Ecuador.
- 1991 IV Bienal de la Habana, Taller René Portocarrero, La Habana, Cuba.
- 1992 Semana Cultural del Ecuador en México, México D.F., México.
- 1992 Colectiva Anual, Galería Alberto Misrachi, México D.F., México.
- 1992 Arte del 92, Casino de Ibiza. Ibiza, España.
- 1993 Destino. Casa de la Cultura Xochimilco, México.
- 1993 Trienal de Gráfica, Museo de Arte Moderno, El Cairo, Egipto.
- 1998 Eros en el Arte Ecuatoriano. Museo Nacional de Bellas Artes de Santiago de Chile, Museo de la Nación de Lima, Banco Central del Ecuador, Quito, Cuenca y Guayaquil, Ecuador.
- 1999 Gráfica Latinoamericana de la Colección Casa de las Américas, varios países.
- 1999 Arte 100 Colección Diners, Casa de la Cultura, Quito, Ecuador.
- 1999 Sociedad Femenina de Cultura, Guayaquil, Ecuador.
- 2003 Participación especial en la Exposición Anual de la Sociedad de Artistas Plásticos de Brasilia.
- 2003 Teatro Nacional de Brasilia, Brasil.
- 2004 Proyecto Sur. Museo de Arte Contemporáneo de Brasilia, Brasil.
- 2004 América en(des)contexto, Instituto Cervantes de Sao Paulo, Brasil.

## Libros publicados sobre la obra del artista
- Los Caminos de un pintor. Macshory Ruales Editora. 1996
- Grito de los Excluidos. Parlatino. 2008
- Grito de la Memoria. Fiscalía General del Estado. 2014
- Grito de la Memoria. Avelina Lésper. Campaña Nacional Eugenio Espejo por el Libro y la lectura. 2014
- Égüez. Consorcio de gobiernos provinciales del Ecuador. 2016
- Travesías y Naufragios. Casa Égüez. 2017